# Castell reial de Salses

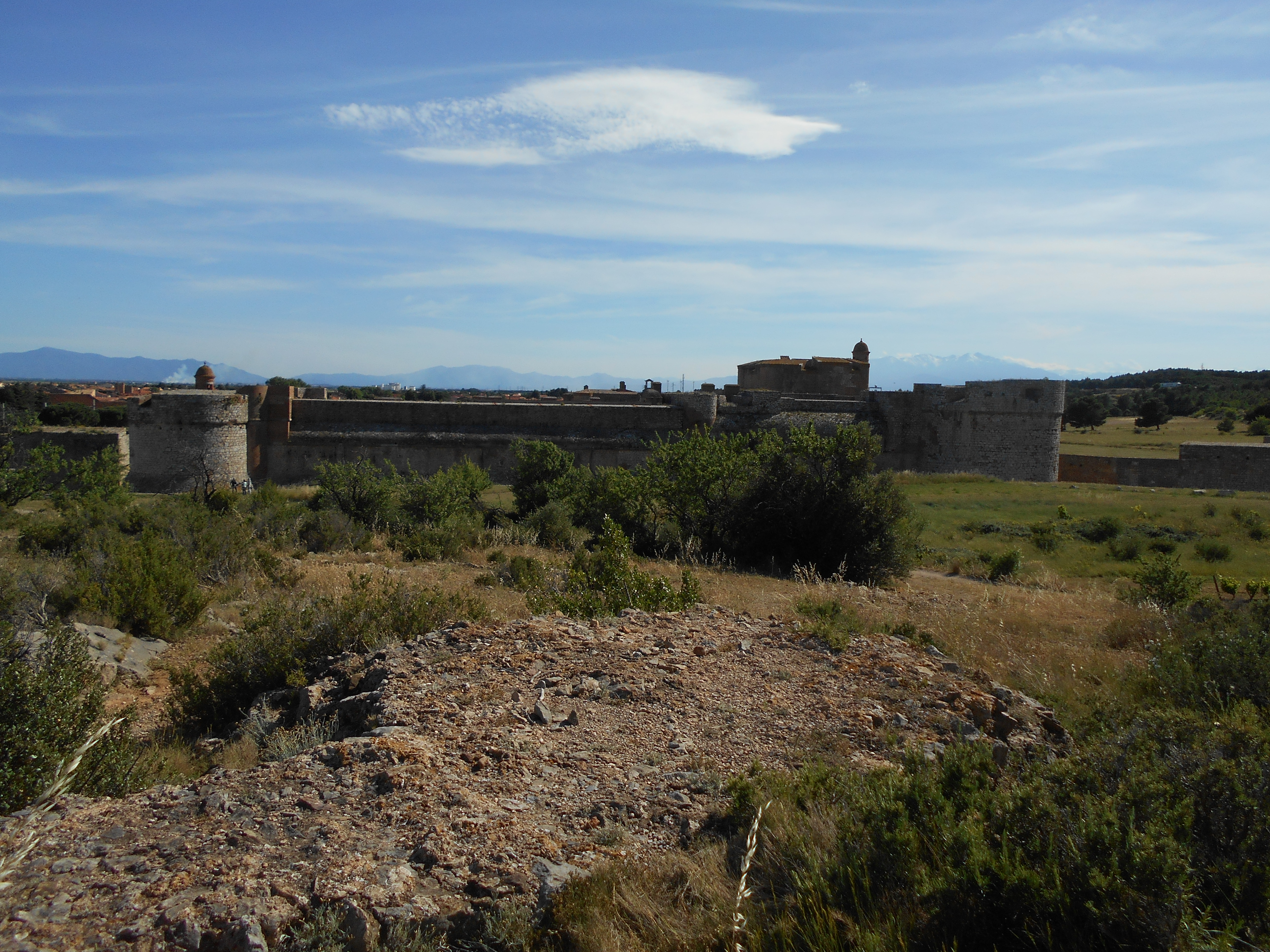
Restes de muralles i d'una torre

El Castell reial de Salses, en algunes monografies anomenat Castell vell (mentre que el més antic hi rep el nom d'El Castellvell) fou el segon castell de la vila de Salses, a la comarca nord-catalana del Rosselló. És el precedent immediat de l'actual Fortalesa de Salses.
Està situat al nord-oest de la vila, dalt del turó que domina l'actual Fortalesa de Salses des del seu nord-est. Les fotografies aèries permeten descobrir quelcom que és difícil de veure in situ: la planta exacta del castell.

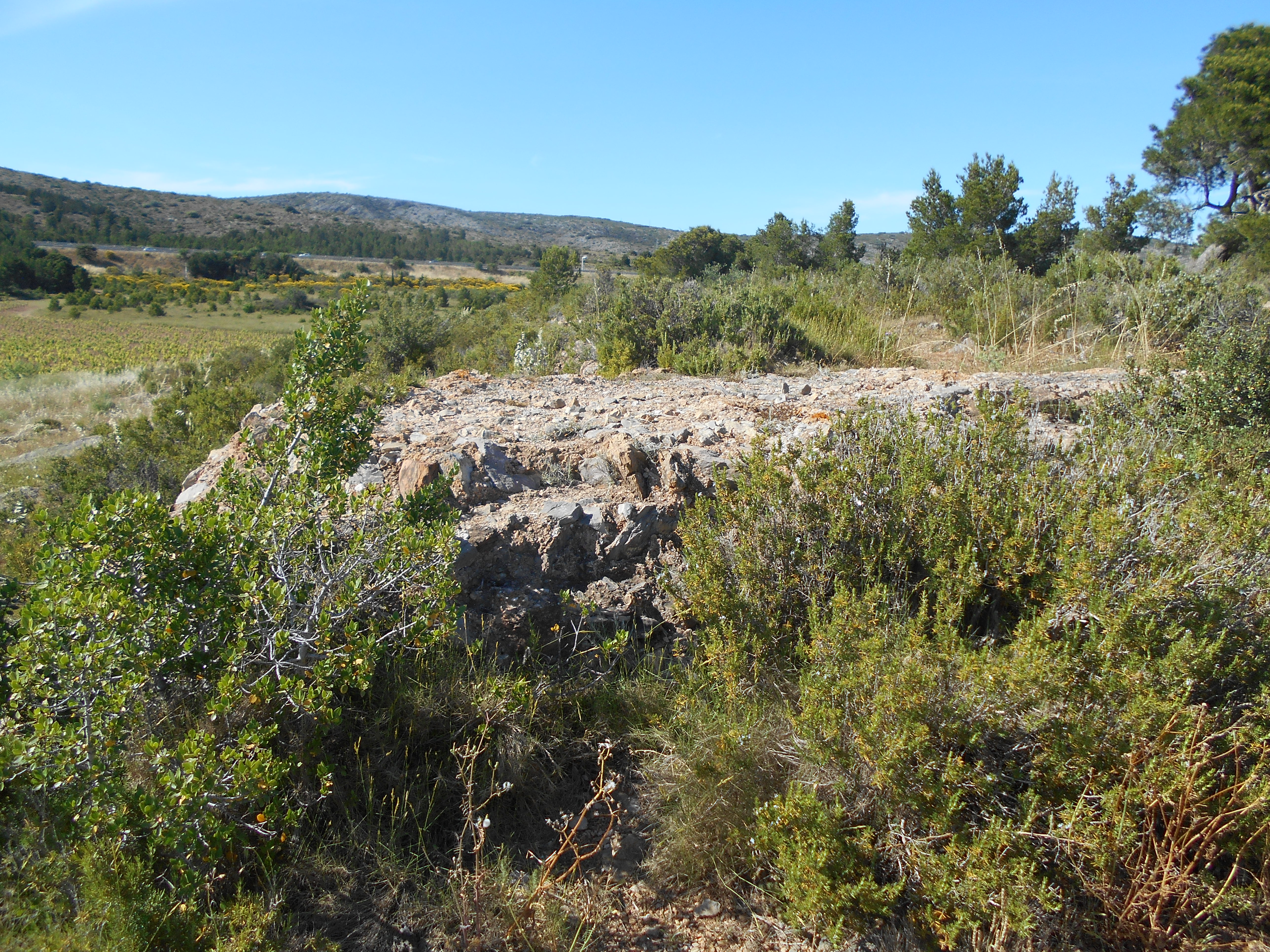
Restes del castell

Alfons el Cast, que havia heretat el Comtat de Rosselló i, per tant, el castell de Salses, va encarregar a l'abat de La Grassa la fundació, al lloc de l'antiga vila de Salses, d'un poble nou al qual concediria privilegis i franquícies. En aquesta fundació, es degué abandonar el Castell Vell, massa allunyat del nou emplaçament escollit per al poble refundat, i es posaren les bases del nou, situat a prop i al nord-oest de la nova vila de Salses.
El 1285 va resistir el setge, heroicament però en va, als croats de Felip III de França durant la Croada contra la Corona d'Aragó.
Actualment es conserven els fonaments de l'antic castell, que permeten descobrir sobre el terreny la seva planta quadrada. El fortí, que fou arrasat en construir el castell nou a poca distància seu, presentava una planta aproximadament quadrangular, d'uns 30 o 40 metres de costat, amb un gruix d'1,8 m. A cada angle hi havia una torre quadrada de 3,4 m. de costat. Pel que sembla, el mur meridional tenia també dues altes torres que emmarcaven la porta d'entrada al castell. Una cisterna es troba al centre del recinte.
Com l'altre castell antic del mateix terme de Salses, algunes de les restes trobades en aquest recinte remeten a l'existència d'un castell d'època romana.